# Italienzug

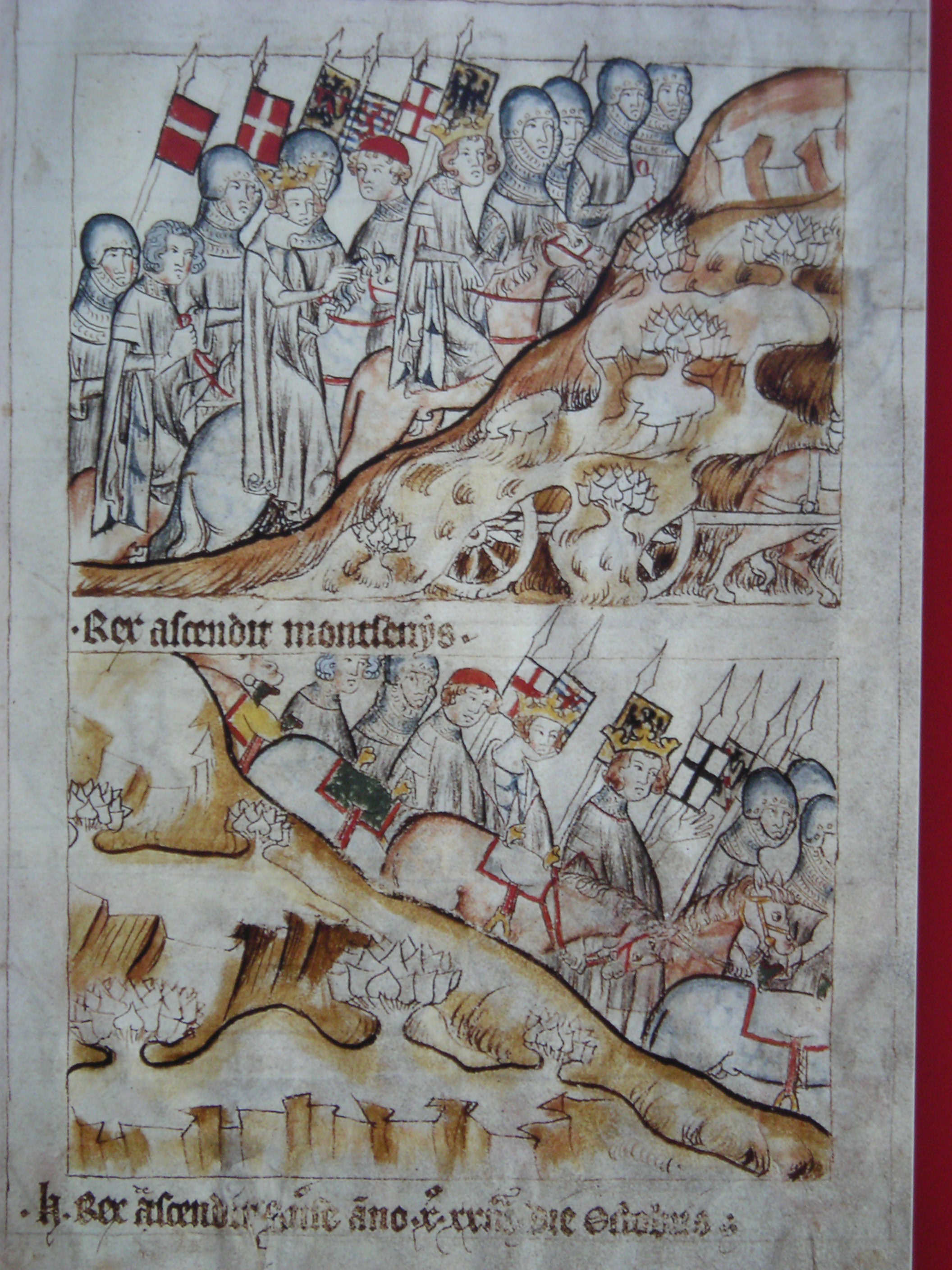
Enrico VII attraversa le Alpi (1304)

L'Italienzug (noto anche come Romfahrt o Romzug; in latino expeditio italica) è un termine tedesco indicante la marcia del Re dei Romani per recarsi a Roma, dove sarebbe stato incoronato Imperatore del Sacro Romano Impero.
Prima delle riforme di Federico Barbarossa, il Re dei Romani doveva lottare per radunare un esercito per la spedizione, poiché aveva bisogno dell'approvazione formale del Reichstag. Se tale permesso era concesso, il re aveva il permesso di reclutare cavalieri per il loro servizio militare in Italia per 410 giorni. Tuttavia la nobiltà era generalmente disinteressata e cercava di dispensarsi dal partecipare a fronte di un pagamento monetario. Pertanto il piccolo esercito tendeva a essere composto da mercenari e sacerdoti di alto rango, rafforzati da uomini delle città del Regno d'Italia. Di tanto in tanto la sostituzione non era sufficiente e re come Enrico V finivano per usare la loro dote per finanziare il loro Italienzug.
In seguito alle lotte di Barbarossa contro la Lega Lombarda, verso la fine del XII secolo, il sistema fu riformato, vietando l'esenzione e richiedendo a ciascun principe imperiale di contribuire con un numero fisso di truppe.